# Genyodectes serus
Per molto tempo i resti di questo dinosauro sono stati ritenuti essere di dubbia identità. Sostanzialmente il ritrovamento, avvenuto nel 1901 in Argentina, consisteva nella parte anteriore delle fauci (mascella e mandibola) con tanto di denti, ma l'orizzonte stratigrafico non era conosciuto, e si presumeva che i resti risalissero al Cretaceo Superiore.

## Una storia tassonomica molto difficile
Le zanne ricurve, seghettate e parzialmente compresse lateralmente avevano fatto in modo che il geniodecte (Genyodectes serus), in mancanza di altri resti, venisse classificato tra i teropodi tirannosauridi. La successiva scoperta, avvenuta negli anni '80, di un intero gruppo di dinosauri carnivori dalle caratteristiche particolari, noti come abelisauridi, vissuti nel Cretaceo in Sudamerica, ha permesso di classificare questo teropode in modo corretto, ma spesso è stato confuso con Abelisaurus. Le zanne dei due animali, però, sono piuttosto differenti. È stato poi anche possibile determinare che i resti di Genyodectes provengono dalla parte iniziale del Cretaceo superiore, mentre quelli di Abelisaurus sono del Maastrichtiano (parte finale del periodo).
Vi sono dei punti in comune fra i geniodecte e i ceratosauri, ma non sempre evidenti a causa della scarsezza dei reperti. Per esempio, il Ceratosaurus si distingue per il prominente corno sul muso, ma non vi sono teschi completi di geniodecte e quindi non è possibile dire se avessero un corno oppure no, con la conseguente difficoltà nel decidere se il corno era una caratteristica apomorfa del gruppo.